# シュネシオス

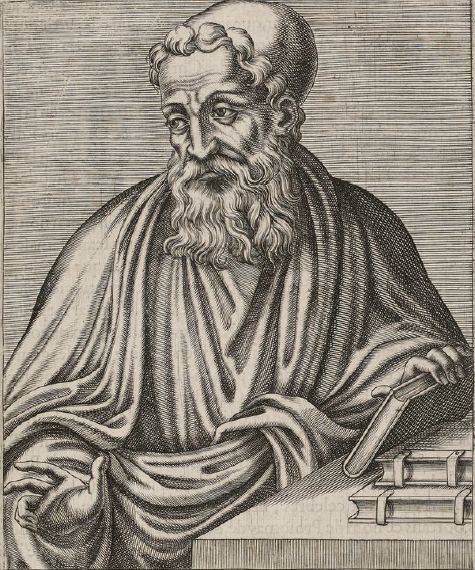
16世紀に描かれた肖像画

キュレネのシュネシオス（古希: Συνέσιος 英: Synesius 370年ごろ - 413年ごろ）は、東ローマ帝国初期・古代末期の新プラトン主義哲学者、第二次ソフィスト、キリスト教司教、ヒュパティアの教え子。複数の著作、書簡、讃歌が現存する。

## 生涯
370年ごろ、キュレネの異教徒の貴族の家に生まれる。読書と狩りの田園生活を過ごし、アレクサンドリアでヒュパティアの学校に入る。395年から399年、アテナイに滞在する。
399年、減税陳情の使者に任命され、401年までコンスタンティノポリスのアルカディウス帝の宮廷に滞在する。滞在中に下記『統治論』『エジプトの話』を作る。
403年、キュレネでキリスト教徒の女性と結婚し3人の子をもうける。405年、キュレネを蛮族の襲撃から守るため私兵を組織する。
410年、プトレマイス司教に任命され、6ヶ月悩んだすえ受諾、これに伴い離婚する。この司教任命も結婚式も、アレクサンドリア総主教テオフィロス（キュリロスの先代）によるものだった。任命された理由は、シドニウスと同様、信仰の厚さよりも人材としての有能さのためだった。シュネシオスは当初、非哲学的な司教職に就くことを嫌がっていたが、最終的に哲学的なやりがいを見出して妥協した。
没年は413年と推定される。これは、同年に死の床からヒュパティアに書簡を宛てていること、および415年のヒュパティアの死に言及する書簡がないことによる。

## 著作・思想
以下の著作が現存する。すべて原語はギリシア語。英訳あり。
- 『統治論』 - コンスタンティノポリスでアルカディウス帝に哲人政治を説き[11]、ゴート族軍人を追放してローマ人の軍隊を作るよう訴える弁論作品[12]。当時はガイナスのようなゴート族軍人が跋扈していた[12]。
- 『エジプトの話』 - 『統治論』とともに作られた政治寓話[2]。
- 『禿の賛美』 - ディオン・クリュソストモスの弁論『髪の賛美』に倣った弁論作品。
- 『ディオン』 - ディオン・クリュソストモスを主題に、当時の批判者に応答する作品[13]。403年ごろ成立[13]。
- 『夢について』 - アリストテレス『夢について』『夢占いについて』や、マクロビウス『スキピオの夢注解』等と並ぶ夢理論の古典[14]。神の命により一夜で書き上げたという[14]。403年ごろ成立[13]。
- 『アストロラーベについて』
- Constitutio[10]
- Catastasis[10]
- 156篇の書簡[15] - 期間は395年から413年まで[15]。415年のヒュパティアの死にかんする書簡はない[2]。内7篇はヒュパティア宛て[15]。内1篇は弁論作品[10]。
- 10篇の讃歌[10] - キリスト教と新プラトン主義が混淆した両義的な詩[16]。
- 2篇の説教[10]

散逸した著作に、『狩猟論』や、書簡で言及される詩がある。
イアンブリコス派新プラトン主義の系譜に属しながらも、その影響はあまりうかがえない。これは師のヒュパティアと同様である。わずかな影響として、『夢について』や讃歌に『カルデア人の神託』の影響、書簡にポルピュリオスの影響などがうかがえる程度である。

## 受容
1489年、マルシリオ・フィチーノが『夢について』のラテン語訳を刊行し、ルネサンス期を通じて版を重ねた。
1562年、ジェロラモ・カルダーノが『夢について』を出発点にした夢理論の書『シュネシオス派夢の書』（羅: Somniorum Synesiorum）をラテン語で刊行し、翌1563年にはドイツ語でも刊行した。
2009年の映画『アレクサンドリア』（原題: Ágora）では、ルパート・エヴァンスがシュネシオス役を演じた。

### 関連文献
- ニール・ブロンウェン著、土橋恵子訳「シュネシオスと五世紀アレクサンドリアにおける夢解釈 : 神に近づくこととしての夢見」『パトリスティカ : 教父研究』18号、103-120頁、教友社、2015年、NAID 40021304355
- 土橋茂樹「解題 シュネシオスと夢解釈」『パトリスティカ : 教父研究』18号、121-125頁、教友社、2015年、NAID 40021304374